# Kazuya Murata
Kazuya Murata (村田 和哉 Murata Kazuya?), född 7 oktober 1988 i Shiga prefektur, är en japansk fotbollsspelare.
Murata började sin karriär 2011 i Cerezo Osaka. 2013 flyttade han till Shimizu S-Pulse. Han spelade 129 ligamatcher för klubben. Efter Shimizu S-Pulse spelade han för Kashiwa Reysol och Avispa Fukuoka.